# Au fond de l'océan
Au fond de l'océan est le premier épisode de la seconde saison (et le 27e en tout) de la série télévisée Les Sentinelles de l'air.

## Synopsis
Jeff part en vacances à la ferme de Penelope en Australie et Scott prend la place de son père. Pendant ce temps, des essais militaires se finissent avec un incendie sous l'eau et la Sécurité International est intervenue mais Scott se fait chicaner car ce n'était pas le travail de leur organisation. Mais l'incendie prend de sa puissance et met en danger la vie de trois personnes.